# Їх знали тільки в обличчя
«Їх знали тільки в обличчя» (рос. «Их знали только в лицо») — український радянський художній фільм 1966 року режисера Антона Тимонішина.
Сценарій фільму заснований на реальних подіях часів німецько-радянської війни в Одесі. Один з лідерів прокату 1967 року (7 місце, 43.7 млн глядачів).
У цій картині зіграла свою першу велику роль у кіно Ірина Мірошниченко.

## Сюжет
В порту одного з окупованих міст відбуваються вибухи. Для їх розслідування до міста прибувають досвідчений адмірал та група бійців, що мають досвід підводної боротьби…

## У ролях
- Ірина Мірошниченко — Галина Ортинська
- Олександр Бєлявський — Сергій Кулагін-Виноградов
- Юрій Волков — начальник поліції безпеки штандартенфюрер Хюбе
- Володимир Ємельянов — віце-адмірал Рейнгардт
- Володимир Волчик — Пауль Норте
- Сергій Голованов — фон Гетц
- Олена Добронравова — обер-лейтенант Вільма Мартинеллі
- Анатолій Вербицький — капітан першого рангу князь Віктор дель Сарто
- Степан Крилов — Леонид Гордєєв
- Марина Стриженова — Адамова
- Генрих Осташевський — власник кав'ярні Микола Ярощук
- Геннадій Воропаєв — Фаріно
- Лесь Сердюк — Беллавіста
- Олександр Мовчан — Гвідо
- Юзеф Мироненко — лейтенант Кауф
- Лаврентій Масоха — директор театру Вадим Логунов
- Олексій Смирнов — підпільник Лев Бичков
- Дмитро Капка — дядько з годинником
- Ігор Шелюгін — фон Регель
- Олег Комаров — Плющев
- Валерій Панарін — Альфо Прадо
- Борис Савченко — Сандро
- Володимир Кисленко — офіціант
- Петро Масоха — Логинов
- Ервін Кнаусмюллер — німецький офіцер

## Творча група
- Сценаристи: Бела Юнгер, Едуард Ростовцев, за участю Ігоря Луковського
- Режисер-постановник: Антон Тимонішин
- Оператор-постановник: Вадим Верещак
- Художник-постановник: Михайло Юферов
- Космпозитор: Ігор Шамо
- Звукооператор: Микола Медведєв
- Режисер: Олександр Козир
- Оператор: М. Сергієнко
- Художник по костюмах: Ольга Яблонська
- Художник по гриму: Л. Лісовська
- Режисер монтажу: Нехама Ратманська
- Підводні зйомки: режисер — Леопольд Бескодарний, оператор — Костянтин Лавров
- Комбіновані зйомки: оператор — Микола Іллюшин, художник — Віктор Демінський
- Редактори: Валентина Ридванова, Володимир Сосюра
- Директор картини: Олексій Ярмольський